# John William Smith (homme politique)
John William Smith (4 novembre 1792 - 12 janvier 1845) (né William John Smith en Virginie) était une figure politique du Texas, le premier maire de San Antonio sous la république du Texas. Il a soutenu et servi le Texas pendant la révolution texane.

## Jeunesse
John William Smith est le deuxième fils de John et Isabel Smith. Il a grandi dans le comté de Ralls, au Missouri, après avoir quitté son état de naissance, la Virginie, et a reçu une éducation coûteuse. Il a épousé Harriet Stone à Hannibal entre 1821 et 1822. Ils ont eu trois enfants connus, Samuel, Mary Elizabeth et Lucinda.
Son premier poste fut shérif du comté de Ralls et collecteur d'impôts d'État et de comté en 1822. Il a démissionné de son poste en 1826 pour déménager au Texas après la naissance de son troisième enfant. Sa femme a refusé de l'accompagner et a demandé le divorce. Elle est finalement arrivée au Texas avec son deuxième mari.

## Arrivée à San Antonio
John William Smith s'installe au Texas mexicain et s'installe à San Antonio. Au Texas, il a changé son prénom et son deuxième prénom parce que «William» était difficile à prononcer pour les Mexicains. Il était connu dans toute la ville comme "El Colorado", espagnol pour "Redhead". Il a servi dans la ville comme commerçant militaire jusqu'en 1835, travaillant également comme arpenteur (comme ses contemporains du Texas; James Kerr (en), Byrd Lockhart (en) et Arthur Swift (en)) et ingénieur civil. Alors qu'il était dans la ville à la cathédrale de San Fernando, il s'est converti au catholicisme romain et a épousé une espagnole de 15 ans nommée Maria Jesusita Curbelo (son arrière-grand-père Juan Curbelo (en) venait des Îles Canaries).

## Révolution texane
Au fil du temps, John William Smith avait été bouleversé par l'occupation de San Antonio par le colonel mexicain Domingo Ugartechea (en). Il a été arrêté avec AC Holmes et Samuel Maverick (en) et a été sauvé par les appels de sa femme, ce qui lui a permis de s'échapper et de guider l'assaut final lors du siège de Béxar.
Il a servi deux fois comme messager pendant le siège de Fort Alamo. Le 23 février, William B. Travis a envoyé John William Smith et Sutherland comme éclaireurs pour évaluer la force et la position de l'armée mexicaine. Après avoir localisé l'armée mexicaine en force, il est immédiatement retourné à Alamo. Ce soir-là, il a été envoyé à Gonzales, au Texas, avec un message de William B. Travis. Il est revenu à Alamo le 1er mars. Avant la bataille finale de Fort Alamo et sa chute, William B. Travis a envoyé à John William Smith un message pour Washington-on-the-Brazos, lui permettant d'échapper au sort auquel tous les soldats du Texas défendant San Antonio ont finalement succombé. Après avoir livré le message, il est revenu avec des hommes pour combattre dans la bataille, mais n'a entendu aucun coup de feu alors que leurs chevaux buvaient à Cibolo Creek (en). Il a été informé que la bataille de Fort Alamo était terminée et s'est dirigé vers l'est pour combattre à San Jacinto, où l'indépendance a été gagnée.

## Maire de San Antonio
Il a été élu maire le 19 septembre 1837 et a servi jusqu'en 1838. En tant que maire, il a interdit les bains publics dans la rivière San Antonio et le ruisseau San Pedro (en) entre 5 heures et 20 heures. Il a établi que les commerces devaient fermer à 21 heures le dimanche. et a autorisé la présence des vaches laitières au centre-ville tant qu'elles étaient traites et dans le corral avant 22 h. Smith a également réglementé la propriété des chiens, imposant aux citoyens 2,00 $ pour les chiennes et 0,50 $ pour les mâles. Bien qu'il ne se soit pas présenté aux élections en 1838, il se serait présenté en 1840 et a été élu. Il a servi sa deuxième fois comme maire jusqu'en 1844. Pendant ce temps, il a construit le premier pont de la ville sur la rivière San Antonio sur la rue Commerce.
Il était pour un temps maître de poste de San Antonio.
Il occupa d'autres postes dans le comté de Bexar: conseiller municipal, assesseur fiscal, greffier du tribunal de comté, greffier du Board of Land Commissioners, greffier du County Probate Court, trésorier du comté.

## Sénateur de la République
Pendant les années de la République, John William Smith a été commissaire, pour traiter avec les Indiens du Texas.
De 1842 au 12 janvier 1845, il a servi la République comme sénateur du Texas.

## Mort
Il est décédé le 12 janvier 1845, probablement à cause d'une pneumonie. Il est considéré comme un héros et a été honoré en tant que tel à sa mort.
Il a été enterré au parc historique d'État de Washington-on-the-Brazos, mais sa dépouille a ensuite été transférée au cimetière de Washington-on-the-Brazos, dans le comté de Washington, où son corps demeure aujourd'hui.

## Dans la fiction
- John William Smith est interprété par Sean Michael Kyer dans l'épisode 5 de la saison 1 de la série Timeless.